# 日刊體育日劇大賞
《日刊體育日劇大賞》（日语：日刊スポーツ・ドラマグランプリ），是由日本旗下所屬體育報紙《日刊體育》（日刊スポーツ）公開由「觀眾投票」選出的電視劇獎。

## 評選方式
日刊體育網站在每年每季度電視劇播畢後，會在6月（票選春季）、9月（票選夏季）、12月（票選秋季）與來年3月（票選冬季）進行當季度之日劇票選，並透過旗下網站、智慧型手機網站、行動網站、宅配讀者服務等方式開放讀者參與投票。每個部門前五名者，會成為來年三月預定實施的年度決選提名者。全部一共投票出最佳作品、最佳男主角、最佳女主角、最佳男配角、最佳女配角5個獎項。最佳新人曾於1997年起設立，至2011年取消。

## 性質與質疑
因日刊體育日劇大賞為觀眾投票選出的獎項，男主角的得主歷年來幾乎皆為傑尼斯所屬的藝人（除堺雅人、長谷川博己及田中圭，截止第24回），屬於日本電視獎項中的人氣投票獎。
雖為觀眾投票獎，但每屆得獎者實際票數亦僅約兩百多票（男演員稍多）即獲第一高票，外界認為此獎僅是「有無動員投票」的差別而已。而通常不論劇集質素與成績，得獎者往往集中某幾位傑尼斯藝人，亦惹來黑幕疑雲。

## 記錄
| 統計                         | 名字             | 數據 | 備註                                                      |
| ---------------------------- | ---------------- | ---- | --------------------------------------------------------- |
| 獲獎最多的劇集               | 《美麗人生》     | 5個  | 作品賞、主演男優賞、主演女優賞、助演女優賞                |
| 獲獎最多的劇集               | 《妖怪人間貝姆》 | 5個  | 作品賞、主演男優賞、助演男優賞、助演女優賞                |
| 獲獎最多的劇集               | 《上鎖的房間》   | 5個  | 作品賞、主演男優賞、助演男優賞、助演女優賞                |
| 獲獎最多的劇集               | 《大叔的愛》     | 5個  | 作品賞、主演男優賞、助演男優賞、助演女優賞                |
| 獲獎最多的劇集               | 《詐欺獵人》     | 5個  | 作品賞、主演男優賞、助演男優賞、助演女優賞                |
| 獲獎最多的男演員             | 上川隆也         | 5次  | 助演男優賞（1998年－2001年、2003年）                      |
| 獲獎最多的女演員             | 天海祐希         | 4次  | 主演女優賞（2004年－2005年、2009年） 助演女優賞（2001年） |
| 連續獲獎最多的演員           | 上川隆也         | 4次  | 助演男優賞（1998年－2001年）                              |
| 於同一屆獲得主演及助演的演員 | 山下智久         | 1次  | 主演男優賞、助演男優賞（2015年）                          |

## 歷屆得獎名單

### 第1回至第10回
| 第1回日刊體育日劇大賞（1997年度） - 作品賞：《戀愛世代》（富士電視台）〈主演：木村拓哉〉 - 主演男優賞：木村拓哉《戀愛世代》 - 主演女優賞：常盤貴子《伴我情深》 - 助演男優賞：野村萬齋《安久利》 - 助演女優賞：稻森泉《海灘男孩》 - 優秀新人賞：瀧澤秀明《新聞女郎》 | 第2回日刊體育日劇大賞（1998年度） - 作品賞：《麻辣教師GTO》（關西電視台）〈主演：反町隆史〉 - 主演男優賞：堂本剛《青澀時代》 - 主演女優賞：江角真紀子《庶務二課》 - 助演男優賞：上川隆也《上班女郎》 - 助演女優賞：深田恭子《神啊！請多給我一點時間》 - 優秀新人賞：今井翼《手足情深》 |

| 第3回日刊體育日劇大賞（1999年度） - 作品賞：《美麗人生》（TBS電視台）（主演：木村拓哉） - 主演男優賞：木村拓哉《美麗人生》 - 主演女優賞：常盤貴子《美麗人生》 - 助演男優賞：上川隆也 《灰姑娘夜未眠》 - 助演女優賞：水野美紀《美麗人生》 - 優秀新人賞：風間俊介《3年B組金八先生》 | 第4回日刊體育日劇大賞（2000年度） - 作品賞：《HERO》（富士電視台）（主演：木村拓哉） - 主演男優賞：木村拓哉《HERO》 - 主演女優賞：友阪理惠《讓愛說出來》 - 助演男優賞：上川隆也《讓愛說出來》 - 助演女優賞：涼風真世《霓裳夢想家》 - 優秀新人賞：山下智久《池袋西口公園》 |

| 第5回日刊體育日劇大賞（2001年度） - 作品賞：《西洋古董洋菓子店》（富士電視台）（主演：瀧澤秀明） - 主演男優賞：瀧澤秀明《西洋古董洋菓子店》 - 主演女優賞：深津繪里《愛的力量》 - 助演男優賞：上川隆也《上班女郎2》 - 助演女優賞：天海祐希《水曜日的愛情》 - 優秀新人賞：櫻井翔《離天國最近的男人》 | 第6回日刊體育日劇大賞（2002年度） - 作品賞：《夢想飛行Good Luck》（TBS電視台）（主演：木村拓哉） - 主演男優賞：木村拓哉《夢想飛行Good Luck》 - 主演女優賞：竹内結子《午餐女王》 - 助演男優賞：堂本光一《遙控刑警》 - 助演女優賞：矢田亞希子《我的生存之道》 - 優秀新人賞：內博貴《我的生存之道》 |

| 第7回日刊體育日劇大賞（2003年度） - 作品賞：《砂之器》（TBS電視台）（主演：中居正廣） - 主演男優賞：中居正廣《砂之器》 - 主演女優賞：竹内結子《冰上悍將》 - 助演男優賞：上川隆也《白色巨塔》 - 助演女優賞：小雪《我和她們的生存之道》 - 優秀新人賞：錦戶亮《開朗家族》 | 第8回日刊體育日劇大賞（2004年度） - 作品賞：《義經》（NHK）（主演：瀧澤秀明） - 主演男優賞：瀧澤秀明《義經》 - 主演女優賞：天海祐希《離婚女律師》 - 助演男優賞：龜梨和也《極道鮮師》 - 助演女優賞：岡本綾《M的悲劇》 - 優秀新人賞：金八三人組 （八乙女光、鮎川太陽、薮宏太）《3年B組金八先生》 |

| 第9回日刊體育日劇大賞（2005年度） - 作品賞：《飆風引擎》（富士電視台）（主演：木村拓哉） - 主演男優賞：山下智久《野豬大改造》 - 主演女優賞：天海祐希《女王的教室》 - 助演男優賞：岡田准一《虎與龍》 - 助演女優賞：藥師丸博子《一公升的眼淚》 | 第10回日刊體育日劇大賞（2006年度） - 作品賞：《花樣男子 2》（TBS電視台）（主演：井上真央） - 主演男優賞：二宮和也《料亭小師傅》 - 主演女優賞：井上真央《花樣男子 2》 - 助演男優賞：松本潤《花樣男子 2》 - 助演女優賞：鈴木京香《華麗一族》 |

### 第11回至第20回
| 第11回日刊體育日劇大賞（2007年度） - 作品賞：《有閑俱樂部》（日本電視台）（主演：赤西仁） - 主演男優賞：赤西仁《有閑俱樂部》 - 主演女優賞：堀北真希《花樣少年少女》 - 助演男優賞：生田斗真《花樣少年少女》 - 助演女優賞：香椎由宇《有閑俱樂部》 | 第12回日刊體育日劇大賞（2008年度） - 作品賞：《魔王》（TBS電視台）（主演：大野智） - 主演男優賞：大野智《魔王》 - 主演女優賞：宮崎葵《篤姬》 - 助演男優賞：錦戶亮《最後的朋友》 - 助演女優賞：上野樹里《最後的朋友》 |

| 第13回日刊體育日劇大賞（2009年度） - 作品賞：《完美小姐進化論》（TBS電視台）（主演：龜梨和也） - 主演男優賞：龜梨和也《完美小姐進化論》 - 主演女優賞：天海祐希《BOSS女王》 - 助演男優賞：內野聖陽《仁醫》 - 助演女優賞：大政絢《完美小姐進化論》 | 第14回日刊體育日劇大賞（2010年度） 受311東日本大地震影響停辦 |

| 第15回日刊體育日劇大賞（2011年度） - 作品賞：《妖怪人間》（日本電視台）（主演：龜梨和也） - 主演男優賞：龜梨和也《妖怪人間》 - 主演女優賞：松嶋菜菜子《家政婦三田》 - 助演男優賞：鈴木福《妖怪人間》 - 助演女優賞：杏《妖怪人間》 | 第16回日刊體育日劇大賞（2012年度） - 作品賞：《上鎖的房間》（富士電視台）（主演：大野智） - 主演男優賞：大野智《上鎖的房間》 - 主演女優賞：堀北真希《小梅醫生》 - 助演男優賞：佐藤浩市《上鎖的房間》 - 助演女優賞：戶田惠梨香《上鎖的房間》 |

| 第17回日刊體育日劇大賞（2013年度） - 作品賞：《半澤直樹》（TBS電視台）（主演：堺雅人） - 主演男優賞：堺雅人《半澤直樹》 - 主演女優賞：能年玲奈《小海女》 - 助演男優賞：片岡愛之助《半澤直樹》 - 助演女優賞：柴咲幸《安堂機器人》 | 第18回日刊體育日劇大賞（2014年度） - 作品賞：《死神君》（朝日電視台）（主演：大野智） - 主演男優賞：大野智《死神君》 - 主演女優賞：綾瀨遙《今天不上班》 - 助演男優賞：渡部篤郎《錢的戰爭》 - 助演女優賞：木村文乃《錢的戰爭》 |

| 第19回日刊體育日劇大賞（2015年度） - 作品賞：《獻給阿爾吉儂的花束》（TBS電視台）（主演：山下智久） - 主演男優賞：山下智久《獻給阿爾吉儂的花束》 - 主演女優賞：石原聰美《朝5晚9》 - 助演男優賞：山下智久《朝5晚9》 - 助演女優賞：栗山千明《獻給阿爾吉儂的花束》 | 第20回日刊體育日劇大賞（2016年度） - 作品賞：《談戀愛世界難》（日本電視台）（主演：大野智） - 主演男優賞：大野智《談戀愛世界難》 - 主演女優賞：新垣結衣《逃避雖可恥但有用》 - 助演男優賞：香川照之《99.9 -刑事專門律師-》 - 助演女優賞：小池榮子《談戀愛世界難》 |

### 第21回至第30回
| 第21回日刊體育日劇大賞（2017年度） - 作品賞：《0.1無罪真相2》（TBS電視台）（主演：松本潤） - 主演男優賞：松本潤《0.1無罪真相2》 - 主演女優賞：石原聰美《UNNATURAL》 - 助演男優賞：香川照之《0.1無罪真相2》 - 助演女優賞：木村文乃《0.1無罪真相2》 | 第22回日刊體育日劇大賞（2018年度） - 作品賞：《大叔之愛》（朝日電視台）（主演：田中圭） - 主演男優賞：田中圭《大叔之愛》 - 主演女優賞：綾瀨遙《繼母與女兒的藍調》 - 助演男優賞：林遣都《大叔之愛》 - 助演女優賞：內田理央《大叔之愛》 |

| 第23回日刊體育日劇大賞（2019年度） - 作品賞：《破案神手》（TBS電視台）（主演：山下智久） - 主演男優賞：田中圭《輪到你了》 / 《大叔的愛2》 - 主演女優賞：戶田惠梨香《緋紅》 - 助演男優賞：濱田岳《破案神手》 - 助演女優賞：菜菜緒《破案神手》 | 第24回日刊體育日劇大賞（2020年度） - 作品賞：《半澤直樹2》（TBS電視台）（主演：堺雅人） - 主演男優賞：長谷川博己《麒麟來了》 - 主演女優賞：綾瀨遙《天國與地獄～瘋狂的2人～》 - 助演男優賞：染谷將太《麒麟來了》 - 助演女優賞：二階堂富美《歡呼》 |

| 第25回日刊體育日劇大賞（2021年度） - 作品賞：《和田家的男人們》（朝日電視台）（主演：相葉雅紀） - 主演男優賞：相葉雅紀《和田家的男人們》 - 主演女優賞：波瑠《Night Doctor》 / 《心愛的謊言 溫柔的黑暗》 - 助演男優賞：岸優太《Night Doctor》 - 助演女優賞：蒔田彩珠《歡迎回來百音》 | 第26回日刊體育日劇大賞（2022年度） - 作品賞：《詐欺獵》（TBS電視台）（主演：平野紫耀） - 主演男優賞：平野紫耀《詐欺獵》 - 主演女優賞：安藤櫻《重啟人生》 - 助演男優賞：三浦友和《詐欺獵》 - 助演女優賞：黑島結菜《詐欺獵》 |

| 第27回日刊體育日劇大賞（2023年度） - 作品賞：《1000次婚姻敲門》（富士電視台）（主演：福田麻貴） - 主演男優賞：道枝駿佑《火星-零的革命-》 - 主演女優賞：奈緒《我們之間沒有的》 / 《春暖花開的那一天》 - 助演男優賞：八木勇征《不小心繼承了牛郎店》 / 《18／40 －兩個人的夢想與戀愛－》 / 《Hyena》 / 《1000次婚姻敲門》 - 助演女優賞：吉川愛《真夏的灰姑娘》 / 《火星-零的革命-》 | 第28回日刊體育日劇大賞（2024年度） - 作品賞：《小南是迷你情人!?》（朝日電視台）（主演：飯沼愛） - 主演男優賞：山下智久《BLUE MOMENT》 - 主演女優賞：伊藤沙莉《如虎添翼》 - 助演男優賞：八木勇征《小南是迷你情人!?》 - 助演女優賞：天海祐希《Believe－為你架起的橋樑－》 |

## 外部連結
- 日刊體育日劇大賞 （页面存档备份，存于）（日語）